# Alexis Dubois de Courval
Alexis-Charles-Guillaume Dubois, vicomte de Courval, dit Courval-Dubois, est un homme politique et archéologue français, né le 19 avril 1774 à Pinon (aujourd'hui dans l'Aisne), mort le 5 mars 1822 à Paris.

## Biographie
Alexis Dubois de Courval est le fils d'Anne Louis Dubois de Courval, vicomte d'Anizy, conseiller au Parlement de Paris, mort à Pinon en 1788, et de Marie-Madeleine Le Febvre de Milly, sa seconde épouse.
En 1789, il est représenté aux assemblées de la noblesse tenues à Laon. 
A la Révolution, il n'émigre pas. Pendant la Terreur, en 1793 et 1794, il est emprisonné avec sa sœur Louise-Amélie et sa mère à Chauny. 
En 1800, il est élu conseiller-général du canton d'Anizy le Château, dans lequel se trouve son domaine de Pinon, et le reste jusqu'à sa mort.
En 1812, Napoléon le fait baron de l'Empire .
Sous la seconde Restauration, il est élu député de l'Aisne  en 1815 et siège avec la minorité ministérielle de la chambre introuvable. Réélu en 1816, il siège au centre jusqu'en 1819.   
Il est aussi lieutenant de louveterie et administrateur de la Compagnie de Saint Gobain . Archéologue et sylviculteur distingué, il a laissé des notions sur ces matières qui attestent de ses connaissances particulières.

## Mariage et descendance
Alexis Dubois de Courval se marie deux fois. 
Il épouse en 1794 Augustine de Poilloüe de Saint Mars, fille de Jacques-Auguste de Poilloüe, marquis de Saint Mars, lieutenant colonel d'infanterie, député de la Noblesse du bailliage d'Étampes aux États-généraux de 1789, et d'Antoinette Julie Chavanne. Un fils est issu de ce mariage :
- Ernest Dubois de Courval (1795-1871), conseiller-général du canton d'Anizy le château de 1848 à 1871, marié en 1823 avec Isabelle Moreau (1803-1877), fille de Jean-Victor Moreau, maréchal de France, dont trois enfants ;

Il se remarie en 1810 avec Charlotte Saladin, fille de Charles Benjamin Saladin, ancien membre du conseil des Deux-cents de Genève, administrateur de la compagnie de Saint Gobain, et d’Élisabeth Egerton. 
Une fille est issue de ce remariage :
- Henriette Ariane Charlotte Dubois de Courval (1814-1892), mariée avec Alfred de Marmier, duc de Marmier, maître de forges, conseiller général et député de la Haute-Saône, dont postérité.

## Pour approfondir

### Sources
- « Alexis Dubois de Courval », dans Adolphe Robert et Gaston Cougny, Dictionnaire des parlementaires français, Edgar Bourloton, 1889-1891 [détail de l’édition]
- Comte Maxime de Sars, Le Laonnois féodal, tome IV, 1931, Paris, Librairie ancienne Honoré Champion, p. 62-63.

### Pages connexes
- Liste des députés de l'Aisne
- Canton d'Anizy le Château
- Pinon (Aisne)